# The False Order
The False Order è un cortometraggio muto del 1913 diretto da Oscar Eagle. Di genere drammatico, prodotto dalla Selig da un soggetto di K.D. Langley, aveva come interpreti William Stowell, Winifred Greenwood, Lafayette McKee.

## Produzione
Il film fu prodotto dalla Selig Polyscope Company.

## Distribuzione
Distribuito dalla General Film Company, il film - un cortometraggio in una bobina - uscì nelle sale cinematografiche statunitensi il 9 gennaio 1913.